# Jean Frappier
Jean Frappier (* 22. April 1900 in Cars, Département Gironde; † 29. August 1974 in Paris) war ein französischer Romanist und Mediävist.

## Leben und Werk
Frappier studierte an der Universität Bordeaux, bestand die Agrégation und war Gymnasiallehrer. Er habilitierte sich 1936 mit den beiden Thèses Étude sur "La Mort le Roi Artu". Roman du XIIIe siècle. Dernière partie du "Lancelot" en prose (Paris 1936, 1961, 1972) und (Hrsg.) La Mort le roi Artu. Roman du XIIIe siècle (Paris 1936, 1956, 1964, Genf 1996). Von 1937 bis 1948 war er Professor an der Universität Straßburg, dann bis 1969 an der Sorbonne. 1948 gründete er die Internationale Artusgesellschaft. Ab 1972 war er Vorsitzender der "Association internationale des études françaises". 1968 wurde er als assoziiertes Mitglied in die Académie royale des Sciences, des Lettres et des Beaux-Arts de Belgique aufgenommen.

## Schriften (Auswahl)

### Autor
- Chrétien de Troyes. L'homme et l'oeuvre (Connaissance des lettres; Bd. 50). Hatier, Paris 1973 (EA Paris 1957).
- Étude sur «Yvain ou Le Chevalier au lion» de Chrétien de Troyes. SEDES, Paris 1988, ISBN 2-7181-1789-3 (EA Paris 1969).
- Chrétien de Troyes et le mythe du Graal. Etude sur «Perceval ou le Conte du Graal». SEDES, Paris 1998, ISBN 2-7181-9528-2.[2]
- Amour courtois et Table Ronde (Publications romanes et françaises; Bd. 126). Droz, Genf 1973.[3]
- Études d'histoire et de critique littéraire. Du Moyen âge à la Renaissance (Nouvelle Bibliothèque du moyen age; Bd. 3). Champion, Paris 1976.[4]
- Histoire, mythes et symboles. Etudes de littérature française (Publications romanes et françaises; Bd. 137). Droz, Genf 1976.
- Autour du Graal (Publications romanes et françaises; Bd. 147). Droz, Genf 1977.

### Herausgeber
- Jean Lemaire de Belges: La concorde des deux langages (Textes littéraires françaises; Bd. 9). Droz, Paris 1947.
- Jean Lemaire de Belges: Les épîtres de l'amant vert. Lille 1948.
  - Die Briefe des grünen Liebhabers (Klassische Texte des romanischen Mittelalters in zweisprachigen Ausgaben; Bd. 8). Fink, München 1970.
- Les chansons de geste du cycle de Guillaume d'Orange. Paris 1967 (2 Bde.).

1. La chanson de Guillaume, Aliscans, La Chevalerie Vivien.
2. Le Couronnement de Louis. Le Charroi de Nîmes. La Prise d'Orange.

### Übersetzung
- Chrétien de Troyes: Le Chevalier de la charrette (Lancelot). Champion, Paris 1982, ISBN 2-85203-033-0 (EA Paris 1962).